# Princeton (North Carolina)
Princeton is een plaats (town) in de Amerikaanse staat North Carolina, en valt bestuurlijk gezien onder Johnston County.

## Demografie
Bij de volkstelling in 2000 werd het aantal inwoners vastgesteld op 1066.
In 2006 is het aantal inwoners door het United States Census Bureau geschat op 1229, een stijging van 163 (15,3%).

## Geografie
Volgens het United States Census Bureau beslaat de plaats een oppervlakte van
1,8 km², geheel bestaande uit land. Princeton ligt op ongeveer 47 m boven zeeniveau.

## Plaatsen in de nabije omgeving
De onderstaande figuur toont nabijgelegen plaatsen in een straal van 16 km rond Princeton.